# کنزو سکی
کنزو سکی (انگلیسی: Kenzo Seki؛ زادهٔ ۲۴ ژانویهٔ ۱۹۵۵) بازیکن هندبال اهل ژاپن بود.